# Joseph-Charles Franchère
Pour les articles homonymes, voir Franchère.
Joseph-Charles Franchère (Montréal, 4 mars 1866 - 12 mai 1921) est un peintre québécois.

## Biographie
Natif de Montréal, Joseph-Charles Franchère étudie la peinture au Conseil des arts et manufactures de la Province de Québec, auprès de Joseph Chabert et de François-Xavier-Édouard Meloche. Il étudie à Paris à l'Académie Julian et à l'Académie Colarossi à partir de 1888.
Admis à l'École des Beaux-Arts, il envoie ses réalisations à l'Académie royale des arts du Canada. Il enseigne dans l'institut fondé par Joseph Chabert ainsi qu'au Monument national. 

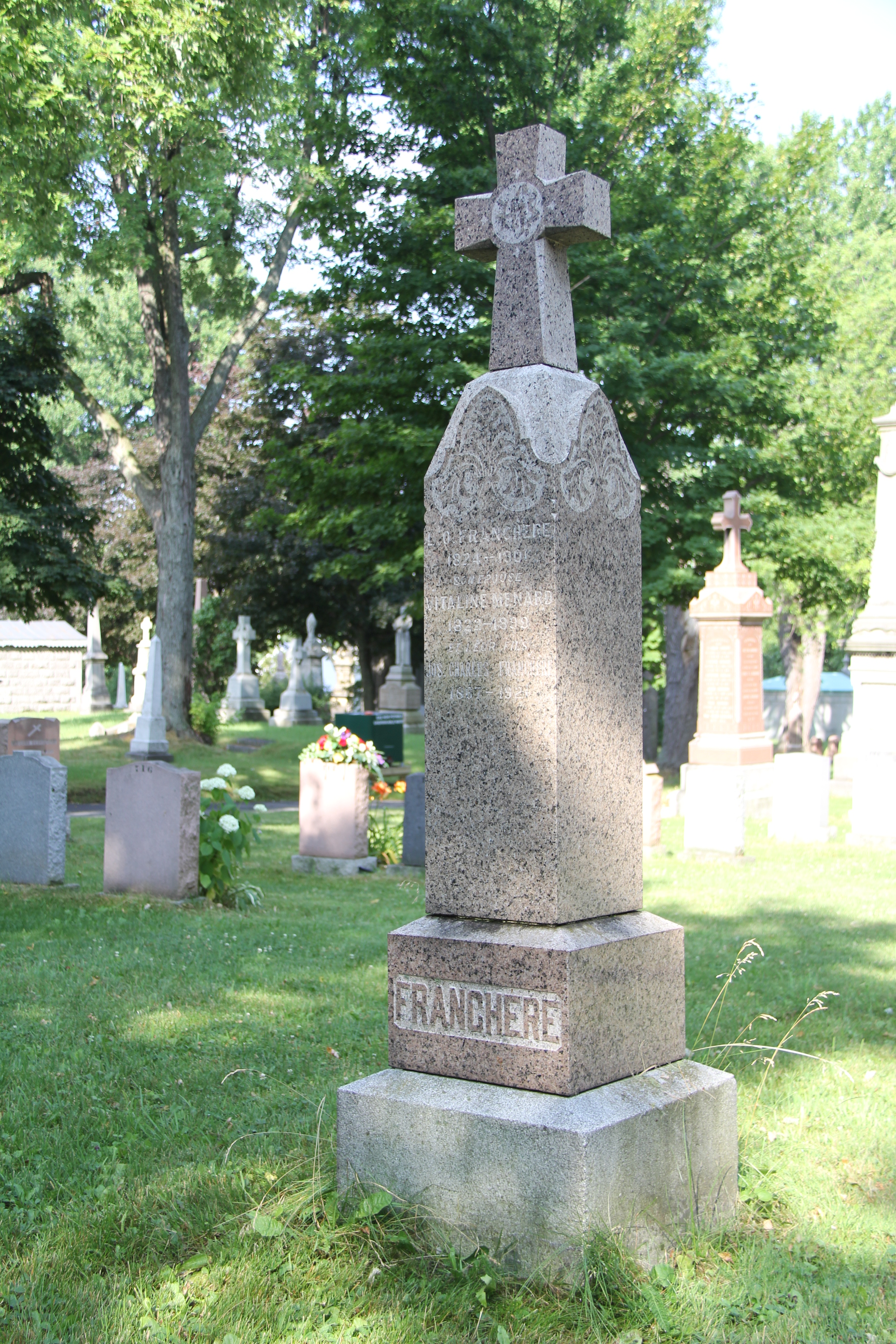
Pierre tombale de Joseph Charles Franchère (1867-1921)

Franchère a notamment peint pour la chapelle Notre-Dame du Sacré-Cœur de la basilique Notre-Dame de Montréal. Également illustrateur, il dessine pour son ami l'abbé Lionel Groulx dans un style champêtre.
Il meurt en 1921 à Montréal et a été enterré au Cimetière Notre-Dame-des-Neiges, à Montréal.

## Œuvres
- La Vierge de l'apocalypse (1892)
- La Multiplication des pains (1893)
- Le Christ consolateur des affligés (1895)
- Autoportrait (1894), Musée national des beaux-arts du Québec[4]
- Sillery vu des Plaines d’Abraham (1895)
- Lecture au bord de la mer, Trois-Pistoles (1900), Musée national des beaux-arts du Québec[5]
- L'Atelier de Napoléon Bourassa, rue Sainte-Julie, à Montréal, (1917), Musée national des beaux-arts du Québec[6]
- Retour du bal (non daté) (exposé au Musée d'art de Joliette)[7]
- Portrait de Gladys Wilson (vers 1916), Musée régional de Vaudreuil-Soulanges[8]

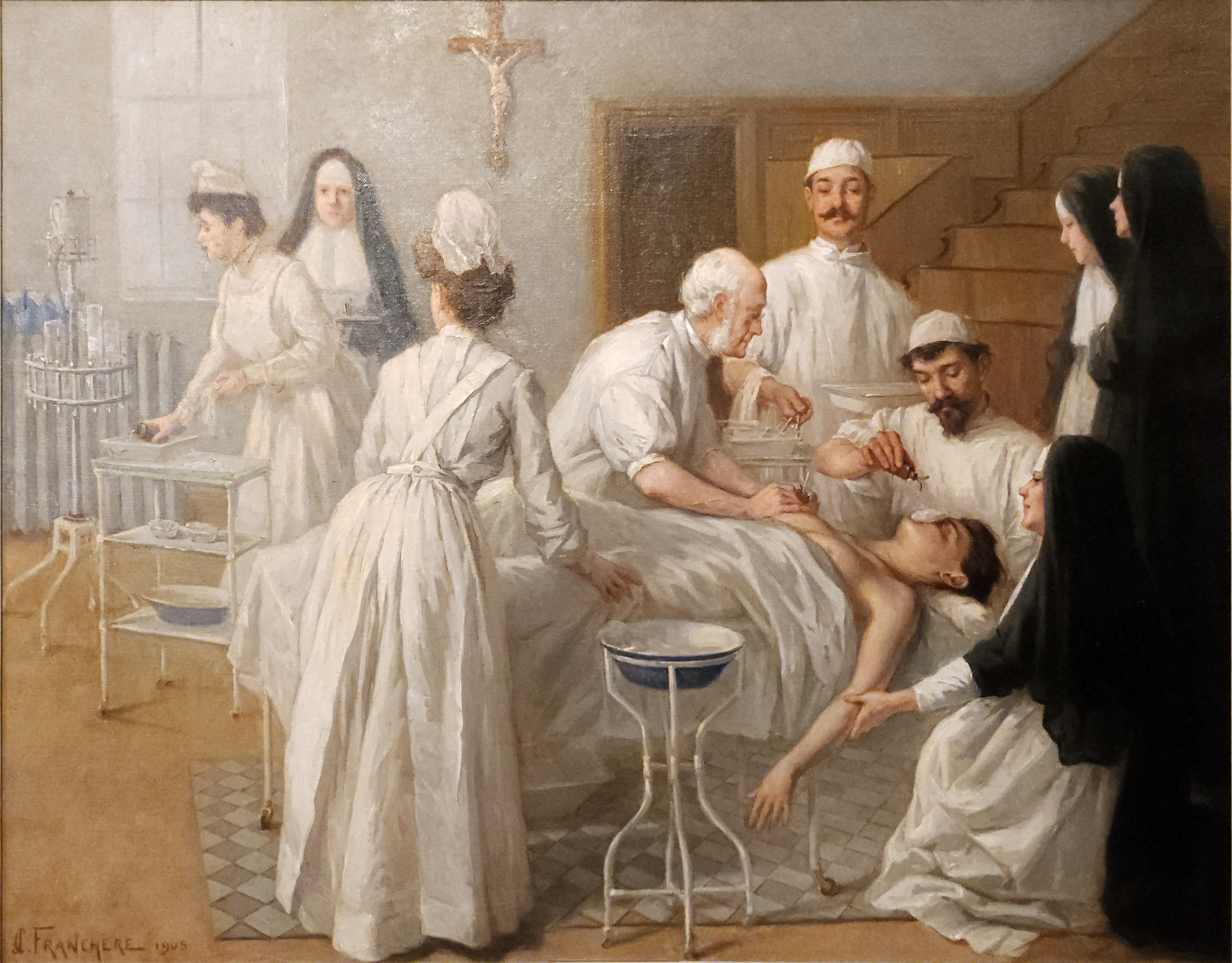
La salle d'opération du Dr. Hingston, 1905